# Citypark Albania
Citypark Albania es un centro comercial de Albania, situado en las afueras de Tirana. Se encuentra junto a la carretera nacional SH2 a la altura de Vorë y en dirección a Durrës, a unos doce kilómetros del centro de Tirana, a ocho kilómetros del cruce de Kamëz y a 7.5 kilómetros del Aeropuerto Internacional Madre Teresa. Se trata del segundo centro comercial más grande de Albania. 

## Historia
Tras un coste total de construcción de alrededor de 80 millones de euros, el centro comercial fue inaugurado el 19 de diciembre de 2009 por el ex primer ministro de Albania, Sali Berisha, junto con otros representantes del gobierno albanés.
En sus inicios, Citypark era el centro comercial más grande de Albania hasta la inauguración de Tirana East Gate el 26 de noviembre de 2011.
Desde entonces, Citypark Albania ha atraído el interés de minoristas internacionales interesados en expandirse en el área. Colliers International, una importante firma de servicios inmobiliarios, aseguró nuevos minoristas como Euronics, Mercator e Intersport para arrendar espacio en Citypark Albania.

## Establecimientos
Citypark Albania cuenta con una superficie de 64.000 metros cuadrados, albergando 180 tiendas, cafeterías, un supermercado, un hotel, una pista de esquí, una sala de conciertos, numerosas zonas de ocio y 3.000 plazas de aparcamiento.